# 楽淵駅
楽淵駅（ラギョンえき、朝鮮語: 락연역）は、朝鮮民主主義人民共和国の黄海南道長淵郡の駅で、長淵線に属する。 

## 隣の駅
殷栗線
松禾温泉駅 - 楽淵駅 - 長淵駅